# Влаислав
Влаислав је насељено место у саставу општине Новиград Подравски у Копривничко-крижевачкој жупанији, Република Хрватска.

## Историја
До територијалне реорганизације у Хрватској налазио се у саставу старе општине Копривница.

## Становништво
На попису становништва 2011. године, Влаислав је имао 238 становника.

## Попис1991.
На попису становништва 1991. године, насељено место Влаислав је имало 243 становника, следећег националног састава:
| Попис 1991.‍  | Попис 1991.‍  | Попис 1991.‍ | Попис 1991.‍ | Попис 1991.‍ |
| ------------ | ------------ | ----------- | ----------- | ----------- |
|              |              |             |             |             |
| Хрвати       | Хрвати       |             | 160         | 65,84%      |
| Срби         | Срби         |             | 66          | 27,16%      |
| Југословени  | Југословени  |             | 10          | 4,11%       |
| Македонци    | Македонци    |             | 1           | 0,41%       |
| неопредељени | неопредељени |             | 1           | 0,41%       |
| непознато    | непознато    |             | 5           | 2,05%       |
| укупно: 243  |              |             |             |             |